# Žabnice
Žabnice (italijansko Camporosso in Valcanale, nemško Seifnitz, furlansko Cjamparòs) so naselje v Kanalski dolini, blizu Trbiža v Italiji, na tromeji med Italijo, Slovenijo in Avstrijo. Žabnice ležijo na razvodju med Ziljico na vzhodu in reko Belo na zahodu. Kraj je nastal na enem najnižjih prelazov (820 mnm) v Julijskih Alpah, ki povezuje Furlanijo s Koroško.
Slovensko prebivalstvo je tu naseljeno že nepretrgano od leta 1106, kar izpričujejo stare listine o ustanovitvi slovenske pražupnije. Danes v Žabnicah govori slovensko približno polovica prebivalcev. Žabnice so pomembno turistično središče in tudi izhodišče za izlete po Kanalski dolini in romanja na Višarje.

## Znani krajani
- Lambert Ehrlich, teolog, etnolog in politik